# 礒田正美
礒田 正美（いそだ まさみ、1959年 - ）は、日本の教育学者。筑波大学特命教授。専門は数学教育学。

## 来歴
埼玉県所沢市出身。1978年埼玉県立川越高等学校卒業、1982年筑波大学第一学群自然学類 (数学専攻) 卒業、1984年筑波大学大学院修士課程教育研究科修了。
埼玉県立狭山高等学校教諭、筑波大学附属駒場中学校・高等学校教諭、北海道教育大学助教授を経て、1993年筑波大学教育学系講師、1999年同助教授を経て2014年筑波大学人間系教授(2025年3月まで)。2006年よりAPEC「授業研究」プロジェクト代表者。2016年より筑波大学教育開発国際協力研究センター長(2025年3月まで)。2025年4月より筑波大学特命教授(本部国際局)、筑波大学名誉教授及びタイ・コンケン大学教育学部教授(Adjunct Professor)。2012年「数学教育における数学的活動による学習過程の構成に関する研究: 表現世界の再構成過程と関数の水準によるFreudenthal 数学化論の拡張」にて博士(教育学)を早稲田大学より授与。

## 受賞及び授与された称号
受賞：2005年「マスオンプロジェクタ」で文部科学大臣賞、2010年「曲線の事典：性質、歴史、作図法」で日本書籍出版協会理事長賞、他。称号：2011年タイ・コンケン大学名誉博士(数学教育学)、2014年ペルー・聖イグナティウスロヨラ大学名誉教授(教育学部)、2023年チリ・バルパライソカトリック教皇大学名誉教授(理学部)　他。

## 著書・論文
- 『曲線の事典：性質・歴史・作図法』共立出版 2009
- 『算数・数学教育における数学的活動による学習過程の構成 : 数学化原理と表現世界、微分積分への数量関係・関数領域の指導』共立出版 2015
- 『Teaching Multiplication with Lesson Study: Japanese and     Ibero-American Theories for International Mathematics Education』 Springer 2021
- 『中等数学科教育』協同出版 2022
- 他、国内外での専門図書及び学術論文多数[4]。